# 631
631(육백삼십일)은 630보다 크고 632보다 작은 자연수다.

## 수학
- 115번째 소수다. 앞의 소수는 619, 다음 소수는 641이다.
- 21번째 중심있는 삼각수다. 앞의 중심있는 삼각수는 571, 다음은 694다.
- 15번째 중심있는 육각수다. 앞의 중심있는 육각수는 547, 다음은 721이다.

## 과학·기술
- NGC 631(독일어판, 프랑스어판): 물고기자리 방향에 있는 타원은하.
- 631 필리피나(영어판): 소행성.

## 교통

### 항공
- 대한항공 631편 활주로 이탈 사고

### 철도
- 서울 지하철 6호선 한강진역의 역번호.

### 도로
- 631번 미에현도(일본어판)
- 631번 홋카이도도(일본어판)

## 군사
- 솔개 631급 고속상륙정: 대한민국 해군에서 사용하는 공기부양정.
- 631번함: 조선민주주의인민공화국 해군의 전투함.
- U-631(영어판): 제2차 세계 대전에 사용된 나치 독일의 군용 잠수함.

## 문화유산
- 대한민국의 보물 제631호: 황남대총 남분 은관

## 기타
- 연도: 631년, 기원전 631년